# Aleja Gwiazd Sportu w Wiśle
Aleja Gwiazd Sportu w Wiśle – aleja gwiazd otwarta we wrześniu 2008 r. w Wiśle. Aleję tworzą tablice wykonane z brązu wmurowana na główny deptaku przy Placu Hoffa.

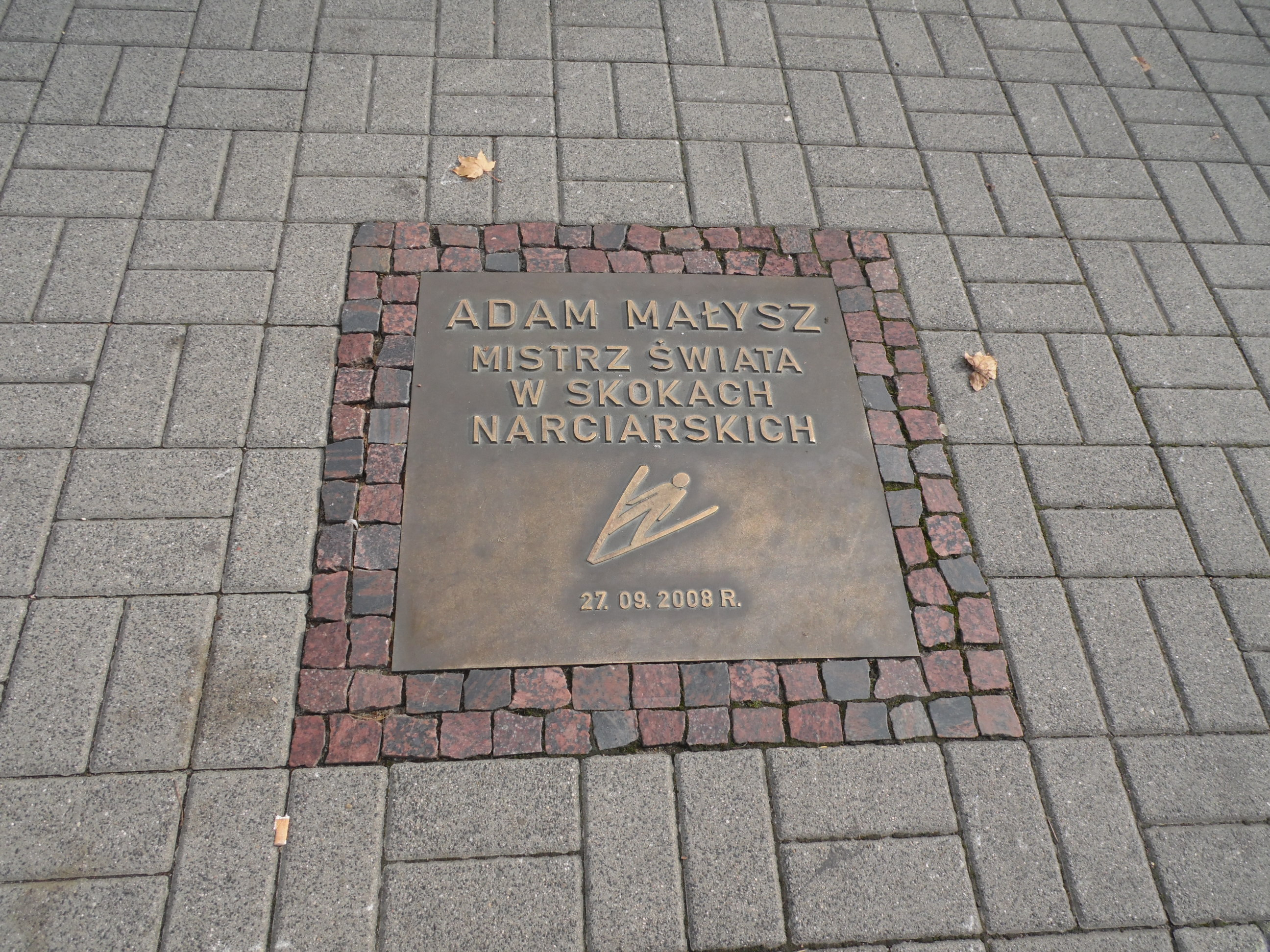
Tablica upamiętniająca Adama Małysza

Początkowo aleję tworzyły dwie tablice: pierwsza upamiętnia otwarcie skoczni w narciarskiej w Wiśle, druga poświęcona jest Adamowi Małyszowi. W kolejnych latach aleja wzbogaciła się o tablice z nazwiskami innych sławnych osobistości świata sportu m.in.: Janusza Rokickiego, Jana Szturca, Jana Kawuloka, Przemysława Salety, a także Zbigniewa Cieślara i Antoniego Piechniczka.